# Blue Rock
Blue Rock è il terzo e ultimo album pubblicato dalla band inglese The Cross. È stato pubblicato nel settembre 1991 solo in Germania, unico paese in cui la band riscontrava un moderato successo.
Grazie al discreto successo ottenuto in quel paese, sarebbe stata prevista per novembre dello stesso anno anche un'uscita nel Regno Unito, ma la prematura scomparsa di Freddie Mercury fece annullare il progetto.

## Descrizione
Registrato poco dopo le sessioni di registrazione di Innuendo dei Queen e per buona parte mentre il frontman Roger Taylor era impegnato a registrare ulteriori brani assieme agli altri Queen che verranno poi inseriti in Made in Heaven, Blue Rock è stato registrato e scritto per buona parte dagli altri componenti della band, mentre Taylor si occupava di completare le tracce vocali e di registrare i brani scritti da lui una volta terminate le sessioni di incisione con la sua band principale. Per la prima volta la produzione è stata interamente affidata a un produttore esterno alla band, Mark Wallis. Buona parte delle registrazioni venne effettuata ai Real World Studios a Box, nel Wiltshire, di proprietà di Peter Gabriel. La band siglò un contratto con un'altra etichetta discografica, la Electrola, poiché la Parlophone si era rifiutata di finanziare una tournée della band a causa delle vendite esigue di Mad, Bad and Dangerous to Know. Rispetto al disco precedente, ruvido e particolarmente rock, questa terza pubblicazione presenta talora sonorità ovattate e d'atmosfera, decisamente più curate (New Dark Ages, The Also Rans), senza tuttavia perdere una decisa vena rock (Bad Attitude, Dirty Mind, Millionaire, Put It All Down to Love). I Cross, per pubblicizzare il disco, intrapresero una breve tournée in Germania come gruppo spalla dei Magnum.
New Dark Ages è, assieme a The Also Rans, l'unica composizione di Roger Taylor ed è senza dubbio la più riuscita del disco, nonché una delle migliori del batterista. Inizialmente richiama l'aria di These Are the Days of Our Lives dei Queen. Il brano tratta del pericolo del contagio del virus dell'HIV, chiaro quando dice stop-take-care-think/is-this-real-love? (ferma-presta attenzione-pensa/è questo vero amore?). Venne estratto come primo singolo, pubblicato due settimane prima dell'album e diffuso solo in Germania. Il videoclip è stato diretto da Paul Voss.
Life Changes venne pubblicata come secondo singolo, anch'essa solo in Germania, nell'ottobre 1991, ma a causa della morte di Freddie Mercury venne ritirata dal mercato. Presenta, come pure Baby It's Alright e The Also Rans, delle collaborazioni esterne con altri musicisti.
Heartland, composta dal bassista Peter Noone, venne relegata a bside e inserita nel Cd singolo di Life Changes.
The Also Rans, di Taylor, presenta sonorità molto soffuse, delicate e a tratti vagamente sofisticate, che anticipano le incursioni nel soft pop da parte di Taylor nella sua carriera solista in album quali Happiness? e Electric Fire.

## Tracce
1. Bad Attitude - 4:45 (Noone, Moss, Edney, Macrae, Taylor)
2. New Dark Ages - 4:58 (Taylor)
3. Dirty Mind - 3:30 (Edney)
4. Baby It's Alright - 4:05 (Edney)
5. Ain't Put Nothin' Down - 4:30 (Moss)
6. The Also Rans - 5:27 (Taylor)
7. Millionaire - 3:43 (Moss, Edney, Noone, Macrae)
8. Put It All Down to Love - 3:34 (Edney)
9. Hand of Fools - 4:30 (Noone, Edney)
10. Life Changes - 5:55 (Moss, Noone, Edney, Macrae)

## Formazione
Gruppo
- Roger Taylor - voce
- Spike Edney - tastiere, voce d'accompagnamento
- Peter Noone - basso, voce d'accompagnamento
- Clayton Moss - chitarre, voce d'accompagnamento
- Josh Macrae - batteria, percussioni, voce d'accompagnamento

Altri musicisti
- Geoffrey Richardson - violino e viola (tracce 4, 10)
- Helen Liebman - violoncello (tracce 4, 10)
- Candy Yates - voce d'accompagnamento (tracce 4, 6)